# Crocidura baileyi
Crocidura baileyi là một loài động vật có vú trong họ Chuột chù, bộ Soricomorpha. Loài này được Osgood mô tả năm 1936.

## Hình ảnh

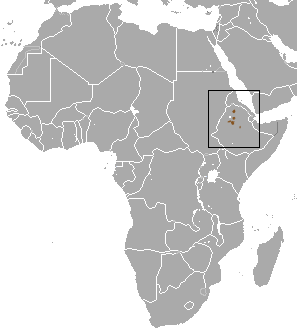